# Eobrachycentrus kitayamanus
Eobrachycentrus kitayamanus är en nattsländeart som först beskrevs av Tsuda 1942.  Eobrachycentrus kitayamanus ingår i släktet Eobrachycentrus och familjen bäcknattsländor. Inga underarter finns listade i Catalogue of Life.